# Rusłan Cariow
Rusłan Alimżanowicz Cariow (kirg. Руслан Алимжанович Царёв; ur. 16 lipca 1991) – kirgiski zapaśnik w stylu klasycznym. Olimpijczyk z Rio de Janeiro 2016, gdzie zajął siedemnaste miejsce w kategorii 66 kg.
Zajął jedenaste miejsce na mistrzostwach świata w 2019. Dziesiąty na igrzyskach azjatyckich w 2014. Zdobył złoty medal w mistrzostwach Azji w 2014, srebrny w 2015 i 2021, brązowy w 2016, 2019 i 2020. Trzeci w indywidualnym Pucharze Świata w 2020. Wicemistrz igrzysk Solidarności Islamskiej w 2017 roku.